# Electrocentrale Oradea

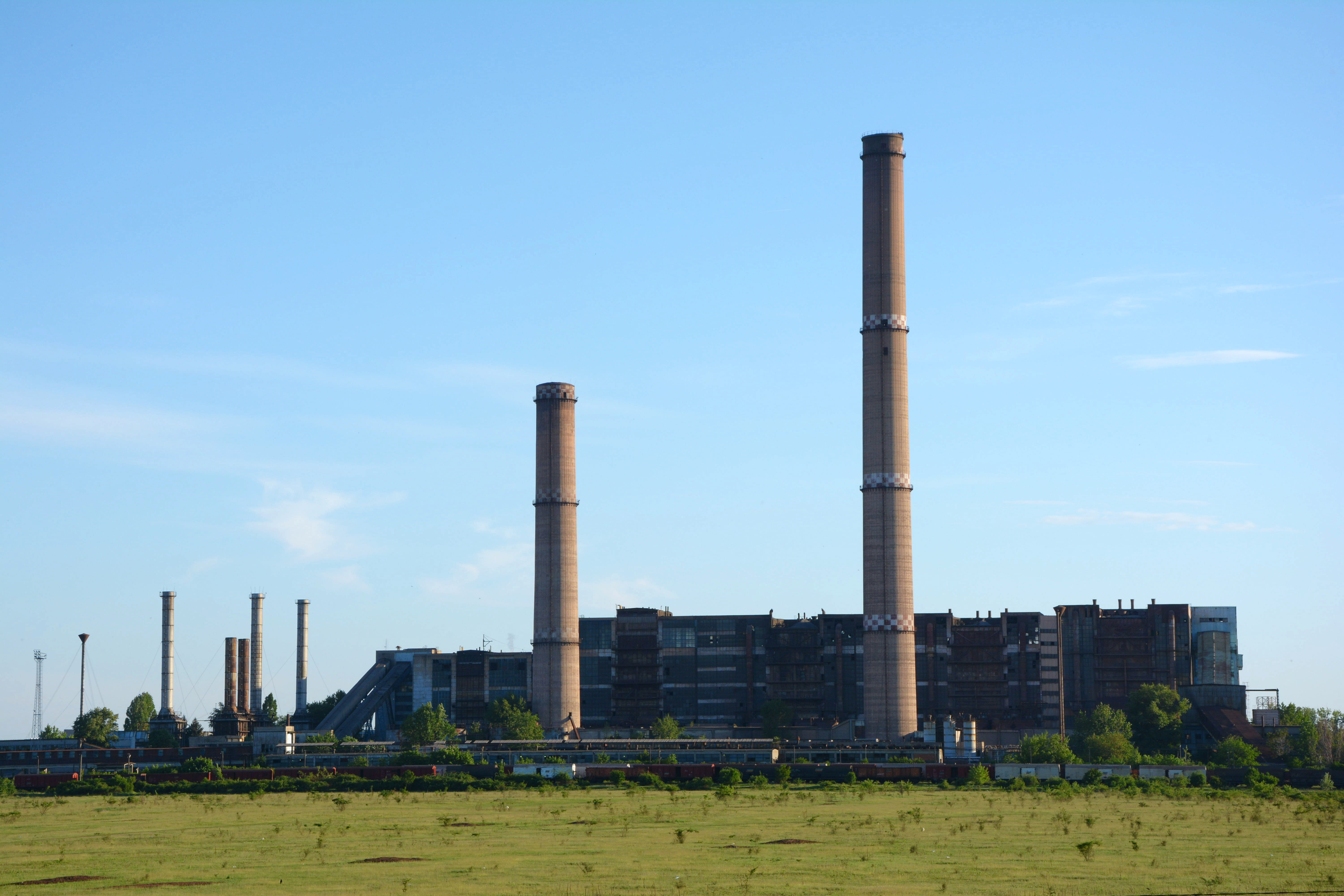
Electrocentrale Oradea

Electrocentrale Oradea este o termocentrală producătoare de energie electrică și termică din România.
Energia electrică este livrată în Sistemul Energetic Național, iar cea termică, sub formă de abur tehnologic și apă fierbinte - consumatorilor industriali și populației municipiului Oradea.
Are o putere totală instalată de 205 MW iar combustibilii folosiți sunt gazele naturale.
Distribuirea energiei termice sub formă de apă fierbinte se face printr-o vastă rețea de conducte de termoficare, prin 218 de puncte termice, asigurându-se necesarul de căldură și de apă fierbinte unui număr de aproximativ 59.000 de apartamente.
Număr de angajați în 2009: 1.150